# Pueblo Bello

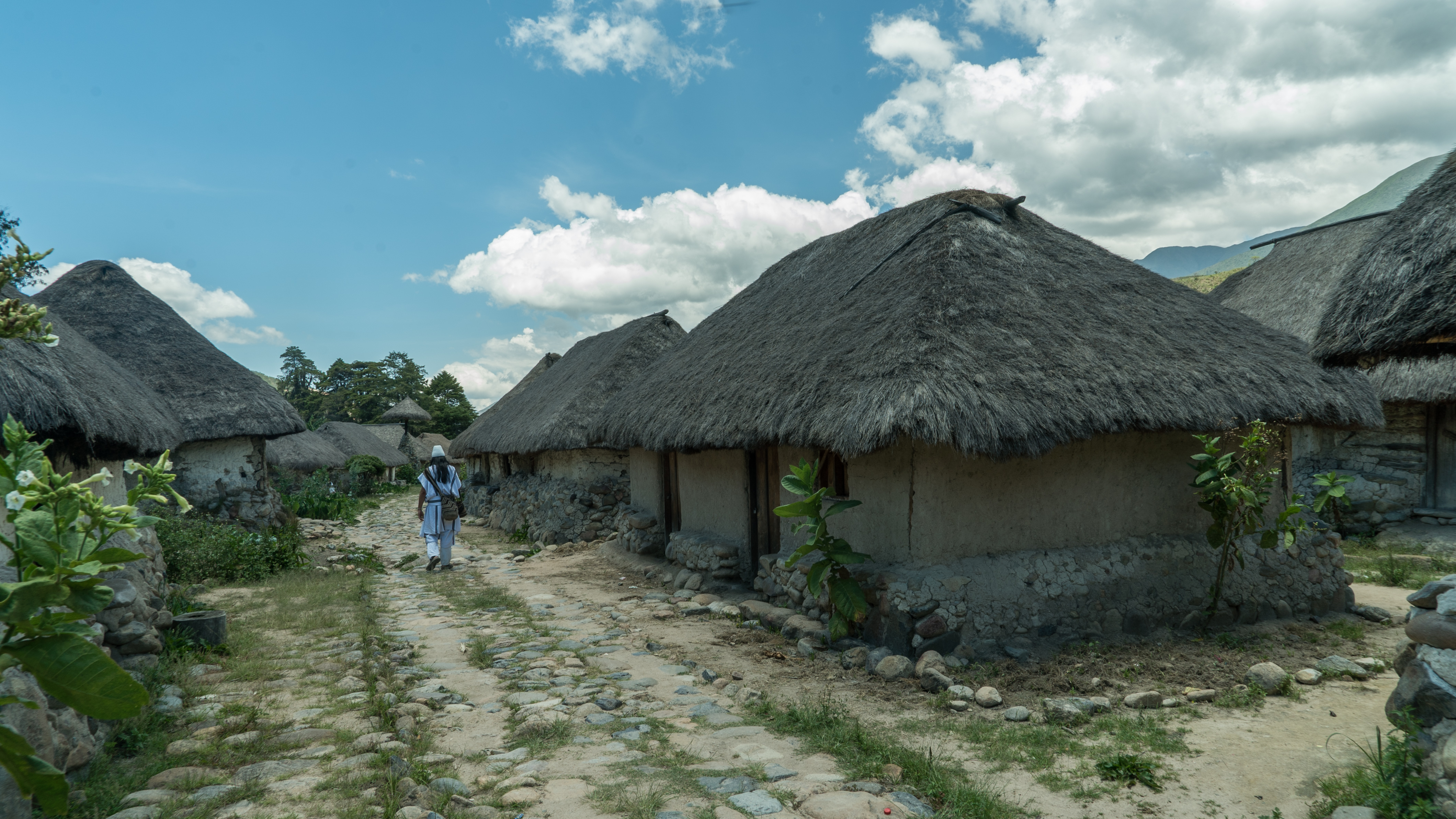
Nabusimake dos arhuacos em Pueblo Bello

Pueblo Bello é um dos 25 municípios do departamento colombiano de Cesar. Está localizado na Sierra Nevada de Santa Marta em um vale estreito entre as montanhas. É um importante centro da população indígena da Serra e um atrativo turístico, pois tem a Nabusímake, capital da Cultura Arhuaca na sua jurisdição. Vale destacar a identidade gastronômica, pois a cozinha é uma importante linha econômica para o desenvolvimento turístico.

## História
A região era o território ancestral do povo arhuaco. Em 11 de maio de 1587, en lo que hoy es Pueblo Bello, foi fundada a aldeia de Valencia del Dulce Nombre de Jesús, por don Antonio Flores Enjuto, mas a zona continuou sendo povoada pelos indígenas. Em 1750, pela ordem do vice-rei José Alonso Pizarro, José Fernando Mier e Guerra fundó perto de um assentamento arhuaco a aldeia de San Sebastián de Rábago, onde chegaram 23 famílias espanholas, que distribuíram terrenos e construíram suas casas. Em 1756, apenas 4 dessas famílias permaneceram no local devido ao fato de o novo vice-rei ter mudado sua política colonizadora. Os missionários capuchinos se estabeleceram ai até 1982, quando os indígenas retomaram o controle e chamaram o lugar Nabusímake.
No inicio do século XX San Sebastián era um corregimento de Valledupar e os indígenas eram explorados nas fazendas do vale, por meio dos mecanismos chamados "concertação", endividamento e "inscrição". Em 1920 foi dado o nome de Pueblo Bello ao corregimento de San Sebastián de Rábago. A partir de 1940, e especialmente desde 1948  com a violência existente no interior do país, camponeses da região andina tinham chegado a Serra, substituindo a vegetação natural com culturas de café, tornando-se a base da economia. Com a rodovia Valledupar - Pueblo Bello, aumentou a imigração. Foi construída uma pista para pequenos aviões. A partir de 1960, a Federação Nacional dos Cafeicultores abriu uma agência compradora de café.
Pela portaria 037 de 10 de dezembro de 1997 foi criado município de Pueblo Bello. O 63% da população e índígena arhuaca.